# Efecte Kuleixov
L'efecte Kuleixov és una pràctica del muntatge cinematogràfic demostrada pel cineasta rus Lev Kuleixov. Durant la dècada dels anys vint del segle passat, Kuleixov va mostrar davant del públic una seqüència en la qual s'hi intercalava una presa de l'actor Ivan Mozzhujin amb un plat de sopa, un taüt i una nena jugant. Els espectadors van percebre que l'expressió de Mozzhujin era diferent a cada seqüència, que canviava, per la qual cosa es va arribar a la conclusió que el muntatge és de gran influència en la comprensió semàntica d'allò que apareix a l'escena. Tot i que no es troben proves de la seva realització i el material fílmic fou destruït durant la Segona Guerra Mundial, l'efecte Kuleixov fou decisiu per a la formulació de les primeres teories formalistes cinematogràfiques.

## Sobre Lev Kuleixov
Lev Kuleixov va ser un destacat director, editor i teòric del cinema soviètic del segle xx. Va començar a treballar al món del cinema a l'inici de la Revolució Russa (1917) participant en la creació de pel·lícules propagandístiques. Va col·laborar en la fundació de la primera escola de cinema del món (l'Escola de Cinema de Moscou), on, més endavant, va treballar com a professor. En aquest entorn, va crear un grup de treball que anomenaria el Laboratori juntament amb personatges com Vsévolod Pudovkin, Borís Barnett, Porfiri Podobed, Serguei Komarov, Vladímir Fogel, Leonid Obolenski i Aleksandra Jojlova.
Algunes de les pel·lícules més famoses de Kuleixov són: "Les extraordinàries aventures de Mr. West al país dels bolxevics" (1924), o "Per llei" (1926). Malgrat tenir alguns problemes amb la censura de la Unió Soviètica, la seva influència va perdurar en la història del cinema com a pioner en la teoria del muntatge (efecte Kuleixov).

## Experiment
Kuleixov fou l'encarregat d'un taller de muntatge poc després de la revolució de 1917 i els cineastes Vsevolod Pudovkin i Sergei M. Eisenstein van ser els seus alumnes. L'any 1922, Pudovkin va descriure un experiment que suposadament havia realitzat amb Kuleixov, en el qual intenta explicar el que va anomenar "efecte Kuleixov". Aquest experiment, segons el va descriure Pudovkin, consistia en una selecció de primers plans del rostre neutral de l'actor Ivan Mozzhujin units a fragments d'altres films, escollits a causa de la manca de negatius nous per manipular.
Es van generar tres combinacions diferents. En la primera, es mostrava un plat de sopa en una taula després d'un primer pla de l'actor, de forma que Mozzhujin semblava que mirés el plat. En la segona, es va substituir la presa del plat per una presa on es veia una dona en un taüt. A la tercera i última, va utilitzar una presa d'una nena jugant amb un os de peluix. Posteriorment, les combinacions foren mostrades davant del públic. Quant a la presa de la sopa, els espectadors percebíen l'aspecte pensatiu que tenia l'actor; el taüt els va fer percebre la tristesa en el rostre i la nena jugant amb un osset de peluix va suggerir que Mozzhujin sonreia. En els tres casos, la cara era la mateixa. Kuleixov va anomenar "geografia creativa" a la creació d'aquesta narrativa visual coherent i els efectes que produïa muntar diversos fragments de pel·lícula ja existents amb anterioritat.

## Explicació
L'efecte Kuleixov és potser l'exemple més important de la sintaxi fílmica. La contemplació d'una cinta no és un cas d'estímul-resposta, sinó que l'espectador és un participant actiu en el procés de creació de significats. L'audiència projecta les seves pròpies emocions a la cara de l'actor basant-se en cànons de representació d'expressió facial. Els codis que es llegeixen a les imatges de la sopa, el taüt i la nena implica relacionar-los amb sentiments com la necessitat, la tristesa i la felicitat respectivament. L'efecte perceptiu produït amb la successió d'imatges és ràpid, inconscient i quasi automàtic. En enquadrar, en certa manera, l'escenari i ordenar una història en una seqüència en concret, el film estableix expectatives sobre les seves relacions espacials i temporals, és a dir, les imatges estereoscòpiques i en moviment generen un sentit d'espai per a l'espectador.
Pel que fa a l'ordre, la branca de la psicologia que treballa més la percepció, explica que la juxtaposició consecutiva d'imatges indica, per la gran majoria, que les preses estan relacionades. De la mateixa manera, en veure les imatges es formulen hipòtesis immediates sobre el significant narratiu d'esdeveniments específics i, de forma inconscient, s'infereix una connexió entre ells. Dit d'una altra manera, el fet de col·locar una imatge o seqüència abans d'una altra pot construir una unió semàntica entre elles.
Així doncs, Lev Kuleixov va demostrar que la manipulació del context pot alterar la percepció de l'audiència sobre l'expressió facial de l'actor a través de pensaments i sentiments. El context també facilita l'habilitat per a reconèixer estímuls que d'una altra manera serien imperceptibles en alterar les percepcions a través de la creació d'expectatives.

## Discussió i altres experiments
Malgrat la influència de l'experiment en la literatura cinematogràfica, no existeix evidència de la seva realització, ja que, segons el mateix Kuleixov, les cintes mai van ser mostrades a una audiència i, a més, van ser destruïdes durant la Segona Guerra Mundial. Per això, més que una prova científicament fonamentada, l’“efecte Kuleixov” ha passat a formar part de la “mitologia del cinema” l'única referència del qual són els relats de Pudovkin i Kuleixov.
Conjuntament a la falta de proves, existeix una contradicció en la forma en què tant Pudovkin com Kuleixov van descriure l'experiment. El primer va relatar que una de les preses incloïa a una dona en un taüt, mentre que Kuleixov va afirmar en una entrevista realitzada durant els últims anys de la seva vida que es tractava d'una dona nua en un sofà. D'igual forma, si s'assumeix que l'experiment en veritat es va realitzar enfront d'una audiència, els subjectes que van formar part d'ella van poder haver constituït un públic ingenu i no acostumat al cinema. Una altra possibilitat és que Kuleixov va influir en les expectatives de l'audiència abans de la projecció, provocant en ella les reaccions que ell esperava i no les genuïnes. Una tercera explicació diu que el muntatge de Kuleixov era més elaborat del que s'explica, per la qual cosa l'efecte es va generar amb senyals i codis que no van esmentar Pudovkin ni Kuleixov. D'altra banda, l'efecte Kuleixov pot ser provat si els espectadors no són conscients sobre la realització de l'experiment. D'una altra manera, l'audiència podria reportar el que creu que hauria d'estar veient
A més de l'experiment Mozzhujin, del qual no van quedar registres, Kuleixov va seguir estudiant els efectes del muntatge i tractant d'explicar les seves repercussions al cinema. Segons el diari de l'actriu Aleksandra Jojlova i altres documents del període de 1919 a 1921, Kuleixov va manar una proposta a la secció fotogràfica del Centre Regional d'Educació Política (Gubpolitprosvet) expressant la necessitat d'experimentar amb material fílmic per establir les lleis bàsiques del cinema.
La proposta va ser acceptada i es van realitzar tres experiments, dels quals encara es preserven fragments en nitrat positiu en l'arxiu personal de Kuleixov. Aquests tres fins i tot són esmentats en els seus escrits (El ball, L'home creat i L'espai creat). El més extens d'ells mai va ser esmentat per Kuleixov, encara que és l'únic experiment totalment conservat. La cinta mesura 9 metres i en ella apareixen els actors Konstantín Jojlov, Aleksandra Jojlova, Leonid Obolenski i Zoya Tarjóvskaya actuant un assassinat en el pòrtic d'una casa. El propòsit dels experiments, segons Kuleixov, era fer coincidir els moviments dels actors al final d'una presa inicial amb els de l'inici d'una altra presa posterior.
Un altre experiment parcialment conservat és La superfície creada de la Terra, gravat en 1920. En aquest es van gravar alguns esdeveniments en diferents llocs de Moscou i Washington que posteriorment, en juxtaposar-se, semblaven formar part de la mateixa seqüència, sense que l'espectador notés els canvis d'espai. Les preses mostraven a Obolenski caminant d'esquerra a dreta, a Jojlova caminant de dreta a esquerra, una salutació entre tots dos, l'home apuntant amb la mà, una presa del Capitoli i tots dos pujant les escales d'un edifici blanc. Juntes, les preses simulen una acció ininterrompuda on tot passa al mateix espai.
Després de realitzar aquest experiment, Kuleixov va reafirmar que l'espai físic i temps “real” poden ser totalment subordinats al muntatge i que la seva font es troba en la consciència de l'espectador. La seva percepció era que el material editat no mostrava cap relació amb la realitat objectiva. Tots dos experiments es van mostrar el 4 de juny de 1921 durant una conferència anomenada Regles per a la construcció d'imatges cinemàtiques, però el text es va perdre.
Per provar l'experiment d'una forma rigorosament científica, Stephen Prince i Wayne Hensley de la Universitat de Texas van realitzar una recreació d'aquest en 1992 seguint condicions similars. Ells van descobrir que la seqüència estava lluny de ser un mètode efectiu de comunicació. Els resultats van revelar que solament un petit percentatge dels espectadors van arribar a una interpretació correcta dels missatges que s'havien volgut comunicar. No obstant això, les recreacions de l'experiment no poden funcionar de la mateixa manera. Ja que en 70 anys les audiències van canviar i van evolucionar en comparació als qui havien presenciat les cintes en l'era de Kuleixov. Una audiència moderna, en virtut d'una exposició perllongada als mitjans, en comparació de l'època de Kuleixov, està acostumada als senyals que proveeix i coneix el sistema d'edició lineal, per la qual cosa és poc probable que sigui conscient del procés de muntatge que requereix i el contingut d'aquests senyals.

## Implicació en la teoria cinematogràfica
L'efecte Kuleixov és fonamental en discussions sobre l'estètica del muntatge com a prova que el significat cinematogràfic es dona en funció de l'ordre de les preses. Kuleixov va provar que en una seqüència l'ordre de les preses influeix en la percepció i el significat de les accions dels actors. La premissa bàsica de l'efecte Kuleixov és que el significat cinematogràfic és una funció de la seqüència editada, més que de la presa en si mateixa. En paraules de Kuleixov:
“El contingut de les preses en si mateix no és tan important com la unió de dues preses de diferent contingut i el mètode de la seva connexió i alteració.”
Aquestes bases teòriques van ser el fonament per a les teories del formalisme cinematogràfic rus. Aquestes van entendre el muntatge com un mitjà pel qual es produïen canvis de significat en reorganitzar els elements d'una cinta. Víktor Shklovski, teòric del formalisme rus, confirma la idea de Kuleixov sobre la generació de sentit a través de la juxtaposició i el primer pla en explicar la impressió que té una pel·lícula en l'espectador enfront de les intencions de l'editor. En aquest sentit, el muntatge és el mitjà pel qual el cineasta exerceix el seu punt de vista i el seu propòsit ideològic. Kuleixov afirma:
“Amb el muntatge correcte, encara quan un dirigeix el treball d'un actor sobre alguna cosa totalment diferent, s'aconsegueix arribar a l'espectador com ho va interpretar l'editor. Això és a causa que l'espectador completarà la seqüència per si mateix i veurà allò que és suggerit pel muntatge en si”. -Lev Kuleixov
Per Shklovski, ni el fotograma ni la presa aïllada tenen sentit en si mateixes, ja que el moviment físic dels actors és limitat. En canvi, és la posició de la presa dins de la pel·lícula la que determina la percepció de l'audiència, encara que aquesta cregui que el sentit és producte del treball de l'actor. Per la seva banda, Pudovkin va partir dels experiments per desenvolupar la seva teoria sobre el "muntatge relacional", amb el qual l'editor era el "guia psicològic de l'espectador". Així mateix, va distingir sis tipus de muntatge: contrast, paral·lelisme, simbolisme, simultaneïtat i leitmotiv, amb la qual cosa va contribuir a l'anàlisi i teorització que va donar lloc la teoria formalista del cinema.
Kuleixov veia al muntatge com l'estructura elemental per la qual s'aconsegueix el significat desitjat, i quelcom més important en l'organització seqüencial que els quadres dins d'un film. No obstant això, més tard va admetre en The Principles of Montage (en The Practice of Film Direction) que s'havia equivocat en afirmar que el muntatge era crucial per a la cinematografia i que tot la resta era secundari. En realitat, corregeix, el material fílmic involucra el treball de totes les persones que apareixen en l'escena i la realitat retratada en la pantalla.
Aquest va ser el punt de partida pels seus propers escrits sobre teoria cinematogràfica. Kuleixov va desenvolupar una teoria del muntatge en la qual, a través de talls ràpids entre preses, ell esperava lliurar al cinema soviètic de la seva excessiva dependència de les convencions teatrals. Va intentar posar cada part de la pantalla al servei de la trama per desintegrar la relació estàtica de la càmera amb l'actor i l'escenari. Kuleixov va ser un dels primers cineastes que van aprofitar el potencial de la càmera per crear i manipular els espais geogràfics i crear un altre punt de vista peculiar sobre el cinema en traduir aquestes idees en proposicions teòriques.
Així, Kuleixov va intentar aïllar atributs formals específics que veia com a essencials del mitjà cinematogràfic:
Història: La seqüència temporal i causal dels esdeveniments narrats.
Trama: La narració d'aquesta història en una forma distorsionada i privada dels seus drets en la qual s'emfatitza l'opacitat i artificialitat de la novel·la sobre la simplicitat d'explicar històries.
Kuleixov tenia la intenció d'articular les qualitats particulars del cinema. En Art of the Cinema el seu enfocament principal era crear un sistema o mètode ordenat de la cinematografia. Kuleixov manté que, a través de la relació entre l'espai en escena (bidimensional) i el global (narratiu), la coreografia, la composició i el muntatge, un film comunicaria breument i permetria que l'audiència assimilés la trama fàcil i ràpidament.

## Efecte Kuleixov auditiu
De la mateixa manera que l'experiment original de Kuleixov demostra la importància e influència del montage a l'hora d'interpretar les imatges, si variem l'experiment posant a una mateixa escena diferents melodies, també podem canviar totalment el significat d'aquesta. La música pot complementar l'acció de les imatges, intensificar-la o contrastar-hi, de les tres maneres és un element fonamental per la interpretació de les imatges i per la resposta que el públic té davant d'aquestes. És per aquest motiu que una de les maneres més senzilles de canviar el to d'una escena és variant la música, ja que aquesta afecta psicològicament a l'espectador i a la seva comprensió del que està veient. Per exemple, si en una escena veiem a un home i una dona que s'apropen un a l'altre caminant mentre es miren, la música ens posarà en context i ens determinarà que pensen de l'altre, si s'estan enamorant, si es desitgen sexualment, si pel contrari s'odien, etc. Per tant, la música també anticipa i prepara a l'espectador pel que passarà, per exemple, en les pel·lícules de por la música s'utilitza per marcar els moments de més tensió i per espantar a l'espectador. Seguint aquesta idea, una mala elecció de la música pot arruïnar una escena o canviar completament el seu significat, donant-li un que no estava planejat.

### Estudis i explicació del causant
Un estudi de la Universitat de California a Los Angeles va situar a unes persones observant a unes altres, i va demostrar a través d'escàners cerebrals que als que observaven a altres fer un esforç físic, se'ls hi encenia la part del cervell associada amb els músculs utilitzats pels altres, de la mateixa manera que si veien a una persona somriure, les neurones associadas amb pertinents músculs facials s'encenien, però, la part més interessant de l'estudi és que va provar que les neurones associades amb la respectiva emoció, en aquest cas, la felicitat, també feien contacte. L'ésser humà reacciona així perquè ha evolucionat amb l'objectiu d'entendre als seus semblants a través de l'empatia, de manera que quan veiem a algú fent-se una ferida entenem que fa mal, o si plora, que està trist. Aquest efecte s'estén cap a l'àmbit de la música, ja que hi ha certes melodies que inconscientment i de forma popular, relacionem amb sensacions i emocions.
Aquesta relació inconscient que realitza el nostre cervell, es pot utilitzar de forma simple i lògica en la creació de contingut audiovisual, per exemple, posant una música amb un tempo lent en un moment romàntic per emfatitzar l'acció, o es pot utilitzar de forma més elaborada per crear un major impacte en el públic o explicar millor el sentiment dels personatges, per exemple, si en una escena el protagonista està prenent venjança de forma cruenta se li posa una música alegre (l'escena de la tortura a Reservoir Dogs de Quentin Tarantino n'és un perfecte exemple).

### L'ús del silenci
En les produccions cinematogràfiques la música i el so estan completament estudiats i pensats segons la reacció desitjada de l'espectador i el significat que se li vol donar a les imatges, però, també és un recurs molt útil l'eliminació de la música en algunes escenes per així deixar el seu significat "nu", sense cap mena d'additiu, assegurant-se així que l'espectador no relaciona l'escena amb res innecessari o no desitjat i, per tant, no es varia la seva interpretació. Així, l'espectador no queda sobresaturat i també és capaç d'introduir-se millor en l'escena.

## Geografia Creativa
La Geografia Creativa és un sub-apartat de la teoria resultant de l'experiment Kulechov, que es refereix a la capacitat de poder crear un món o geografia no real gràcies al muntatge, és a dir, a partir de la juxtaposició de plans gravats en espais diferents, podem crear un univers o, com ell ho va anomenar, "espai cinematogràfic" inventat. Tanmateix, Kuleixov no es va limitar a crear espais o escenaris: també va fer servir aquesta tècnica per crear continuïtat a través de parts del cos diferents, ja que considerava el cos humà com a paisatge.
Va ser durant el rodatge del seu film El Projecte de l'Enginyer Prait, que Lev Kuleixov, pioner del muntatge com a pilar principal d'una pel·lícula, va començar a investigar i experimentar. El muntatge era un camp poc explorat i va dedicar part de la seva carrera com a director a desenvolupar de forma teòrica diversos articles al voltant d'aquest. Accidentalment va descobrir la tècnica que es descriu: la geografia creativa.
Li faltaven plans dels personatges de la pel·lícula mirant a uns pals elèctrics, i per solucionar l'inconvenient, va decidir gravar d'una banda els personatges mirant a fora de camp i d'altra banda, els pals. Els personatges no es trobaven en la mateixa localització dels pals, de fet, els va gravar en diferents zones de Moscou. No obstant això, el muntatge va aconseguir l'efecte de geografia creativa, és a dir, semblava que es trobessin en un mateix lloc. A partir d'aquest descobriment, Kuleixov va començar a experimentar en el seu taller, creant una ciutat imaginària a través de plans filmats a Moscú: carrers, el moll de del riu Moscova, la catedral de Crist Salvador i el monument a Gorbol; juntament amb imatges de la Casa Blanca que va agafar de la pel·lícula The White House in Washington.
La geografia creativa permet, doncs, la creació d'un espai imaginari a partir d'espais reals utilitzant llocs ja existents i forçant a l'espectador a crear-se el seu propi mapa mental.
Segons Stavros Alifragkis i François Penz, la "geografia creativa" es va crear des del muntatge continu (com s'evidencia en escenes de pel·lícules com ara El naixement d'una nació, de Griffith, en qui Kuleixov es va inspirar a l'hora d'estudiar el fenomen de la geografia creativa) i no el muntatge intel·lectual del cinema soviètic, ja que el seu significat no sorgeix de la metàfora, sinó de la creació d'un moviment entre espai i temps imperceptible per al públic. És per això que aquest tipus de muntatge s'utilitza a Hollywood entre d'altres, per exemple quan el rodatge té lloc en una ciutat però la història succeeix en una altra. Tanmateix, altres cineastes soviètics com Dziga Vertov, són partidaris del muntatge poètic, de la utilització de les imatges sense continuïtat narrativa, per exemple a la seva pel·lícula L'home de la càmera. Actualment, la geografia creativa segueix sent una tècnica molt utilitzada.